# Jezuïetenkerk (Kassel)
De Jezuïetenkerk (Frans: Chapelle des Jésuites) is een voormalige kapel van de jezuïeten in de stad Kassel in het Franse Noorderdepartement.

## Geschiedenis
Deze kerk werd van 1620-1687 gebouwd in barokstijl naar ontwerp van broeder Cornely, die ook architect was. In 1764, na de opheffing van de orde, werd hij verkocht aan de paters recollecten, welke afkomstig waren van de Mont des Récollets. Tijdens de Franse Revolutie werd de kapel in 1792 onteigend. Hij werd aan gekocht door Dominique Vandamme, generaal in het Napoleontische leger, die er een schuur voor paardenvoer van maakte. Vervolgens kwam er een bonnetterie in en begin 20e eeuw werd het een patronaatsgebouw.